# Stephen Biesty
Stephen Biesty (* 27. Januar 1961 in Coventry; † Februar 2024) war ein britischer Illustrator, Künstler und Autor. Er ist bekannt für seine Kindersachbücher mit dreidimensionalen Schnittzeichnungen und Explosionszeichnungen. Sein erstes Bilderbuch für Kinder „Das Superbuch der technischen Wunderwerke“ verkaufte sich über eine Million Mal.

## Rezeption
„Mit seiner akribischen Zeichenkunst, die aber nicht kalligrafisch-leblos wirkt, sondern erstaunlich weitgehend stilisiert, eröffnet er Blickwinkel besonderer Art. [...] Es macht Spaß, in den Zeichnungen spazierenzugehen, möglichst in Begleitung eines kleinen Menschen, der sich wißbegierig die Welt erklären lassen will.“

„In seinen klaren und differenzierten Illustrationen lädt Zeichner Stephen Biesty junge Leserinnen und Leser ein, sich in die baulichen Details der Raumfahrt zu vertiefen. Bis in die kleinsten Schrauben, Elektronikbauteile und Schalthebel löst er beispielsweise in einer Querschnittzeichnung das Innenleben des Marsrovers „Curiosity“ auf [...]“

## Werke (Auswahl)

### Bücher
- Das Superbuch der technischen Wunderwerke. Gerstenberg Verlag, 1993. ISBN 978-3806746709.
- Das Schiff: ein Superbuch der technischen Wunderwerke. Gerstenberg Verlag, 1993. ISBN 978-3806746808.
- Die Burg: ein Superbuch der technischen Wunderwerke. Gerstenberg Verlag, 1994. ISBN 978-3806746815.
- Das sensationelle Innenleben der Dinge. Dorling Kindersley, 2002. ISBN 978-3831002979.
- Ägypten: eine Reise durch das Pharaonenreich. Carl Hanser Verlag, 2005. ISBN 978-3446206274.
- Griechenland: eine Reise in der Antike. Carl Hanser Verlag, 2006. ISBN 9783446207516.
- Auf der Suche nach der goldenen Stadt. Dorling Kindersley, 2008. ISBN 978-3831012671.
- Große Bauwerke: Die Geschichte der Architektur. Gerstenberg Verlag, 2014. ISBN 978-3836957939.
- Riesengroße Fahrzeuge: schau hinein! Gerstenberg Verlag, 2014. ISBN 978-3836957823.
- Abenteuer Weltall. Gerstenberg Verlag, 2017. ISBN 978-3836959087.
- Wunderwerke der Technik: Spektakuläre Querschnitte zeigen, wie die Dinge funktionieren. Der Bestseller, Dorling Kindersley, 2019. ISBN 978-3831038251.

### Computerspiele
- Das Geheimnis der Burg: als Spion in geheimer Mission auf einer mittelalterlichen Burg. Meyers Lexikonverlag, 1998. ISBN 3-411-06291-6.